# Live CD
Un live CD, ou cédérom autonome selon la traduction française officielle,, est un CD qui contient un système d'exploitation exécutable sans installation, qui se lance au démarrage de l’ordinateur. Par extension, live CD désigne un système d’exploitation présent sur un support externe amorçable. Les supports de stockage typiques sont le CD, le DVD et la clé USB.
Dans le cas où le support externe est une clé USB, on parle alors de live USB.
Un live CD peut être généraliste ou bien orienté vers un domaine particulier.

## Historique

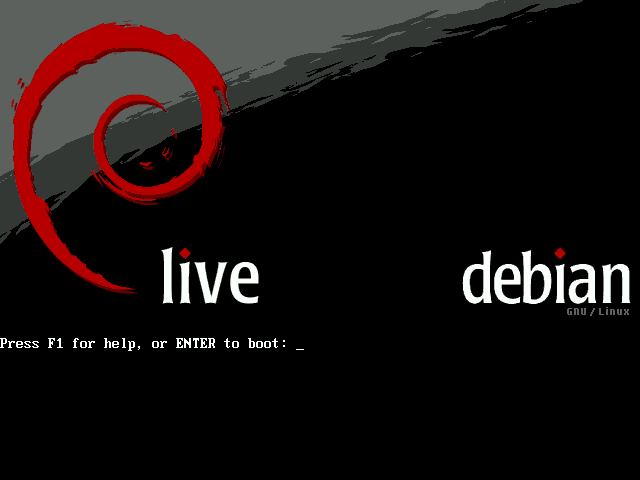
Écran de lancement d'un système Debian Live.

Le concept de live CD a été utilisé en premier par Yggdrasil Linux/GNU/X dès 1992, puis Slackware avec un live Linux sur support ZIP de Iomega, puis fut développé de 1999 à 2002 par DemoLinux. Ce n’est cependant qu’avec la Knoppix que ce type de système a pris son essor, aux alentours de l’année 2003. D’autres distributions lives CD ont rapidement suivi.

## But
Un CD autonome peut avoir différents buts :
- démonstration d’une distribution Linux ;
- installation d’un système d’exploitation ;
- démarrage d’un système d’exploitation itinérant, c’est-à-dire non-résident ;
- PC nomade sur clé USB ou CD (système d'exploitation et données) qui nécessite un PC hôte pour fonctionner ;
- ensemble d’outils prêts à l’emploi pour un domaine donné (sécurité du système d’information, récupération de données, création multimédia, éducation, etc.) ;
- utilisation d'un PC sans disque dur.

## Fonctionnement
Lorsque le live CD est amorcé, il copie les données nécessaires à son fonctionnement en mémoire vive, en utilisant un RAM disque par exemple. Un live CD n’a pas besoin de la présence d’un disque dur, bien qu’il puisse s’en servir comme mémoire virtuelle si la mémoire vive est pleine. Certains lives CD n’ont besoin que de 32 Mo pour fonctionner avec une interface graphique.[réf. nécessaire]
Un live CD n’altère pas les données présentes sur le disque dur, bien que l’utilisateur puisse avoir accès aux données du disque dur à partir du CD. Le système retourne dans son état précédent lorsque le live CD est éjecté et que l’ordinateur est redémarré.

## Types

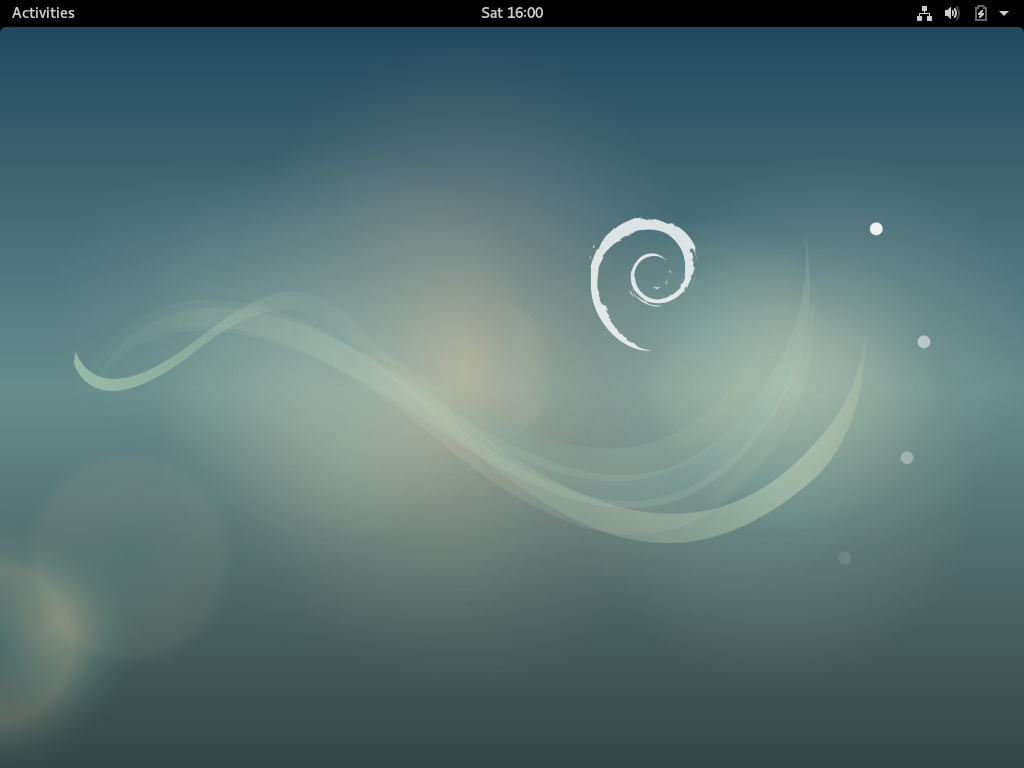
Écran de l’interface Gnome du Live CD Debian.

Une distribution sur live CD peut ou non permettre d’être installée sur le disque dur. 
Les lives CD qui ne permettent pas l’installation sont destinés à un usage précis. La lecture multimédia par exemple, avec GeeXboX, la création multimédia avec Dyne:bolic, la récupération de systèmes ou fichiers avec SystemRescue ou bien l’éducation avec de nombreuses distributions.
Les distributions qui peuvent s'installer répondent à trois tendances :
- les distributions optimisées avant tout pour l’usage en live CD. L’installation permanente est possible mais ce n’est pas l’objectif premier. C’est le cas de Knoppix, et de la grande majorité de ses variantes ;
- les distributions hybrides, c’est-à-dire destinées à être installées tout en restant parfaitement fonctionnelles en live sont une tendance générale, mais on peut citer Mepis comme étant la première distribution à le revendiquer et à le mettre en pratique. Ces distributions sont aujourd’hui courantes. Le live CD peut alors être vu comme une procédure ergonomique d’installation de système d’exploitation ;
- les minidistribs pouvant tenir sur une clé USB de faible capacité ou un CD petit format (ex. : Damn Small Linux). Il existe aussi des lives CD regroupant plusieurs minidistribs lives CD aux orientations différentes comme Multidistro. Elles ont généralement l’avantage d’être les plus rapides, et de pouvoir tourner sur un système ancien.

## Positionnement

### Avantages
- Ils permettent d’avoir un système d’exploitation complet (environnement graphique, navigateur web, suite bureautique complète, outils de programmation, logiciels de communication, etc.) sur un petit support, léger et amovible, sans rien modifier de la machine où il est exécuté. Il ne touche en effet pas à la configuration de la machine hôte, ni généralement au disque (sauf dans le cas particulier de live CD conservant une partie résidentielle). Le système d’exploitation utilisé dans un système live CD est majoritairement une distribution GNU/Linux, avec lequel ce genre de pratique a pris son essor, mais on note également la présence de dérivés de BSD.
- Leur simplicité d’utilisation, sans passer par la contraignante étape d’installation, permet de les utiliser pour démontrer les capacités du système : ils sont utilisés ainsi par les promoteurs du logiciel libre comme démonstration de GNU/Linux.
- Ils permettent de tester le système avant de l’installer.
- Ils permettent de tester au moyen des langages interprétés (les distributions lives ne comportent pas en général de compilateur gcc) les augmentations de performances que l’on peut espérer en passant en 64 bits si l’on tourne couramment en 32 bits. Sur un live CD 64 bits se trouvent en effet à la fois un noyau 64 bits, des bibliothèques 64 bits et un interprète Perl 64 bits également.
- Amorcer un ordinateur sur un système d’exploitation permet d’accéder au disque dur d’une machine qui ne veut plus amorcer un système d’exploitation installé localement. Certaines distributions sont même spécialisées dans le domaine de la récupération (ex : SystemRescueCd).
- Le peu de problèmes de sécurité informatique (virus, cheval de Troie, etc. ; mais pas les rootkits) permet d'effectuer un paiement en ligne, de gérer ses comptes bancaires en ligne, etc., en toute sérénité car les live cd ont généralement leurs codes source ouverts donc connus et sûrs.
- Un live CD ne laisse pas de trace sur le disque dur, bien que l’utilisateur puisse avoir accès aux données du disque dur. Le système retourne dans son état précédent lorsque l’ordinateur est redémarré.

### Inconvénients
- Il n’est généralement pas possible de sauvegarder directement les modifications effectuées en cours de session (choix de clavier, personnalisations, documents, nouveaux logiciels…) sauf pour les distributions axées sur l'utilisation live pour lesquelles de nombreuses solutions existent :
  - la sauvegarde de ces paramètres sur une clé USB (comme initié par la distribution Knoppix[réf. nécessaire]) est généralement présente ; Knoppix MiB (et d’autres distributions) permettent de sauvegarder les données sous forme chiffrée sur la clé afin de réduire les chances de se les faire dérober ;
  - certaines distributions (ex. : Kaella) permettent de créer un fichier de sauvegarde sur le disque dur et en respectant la forme du système installé ;
  - on peut trouver aussi la possibilité du stockage par Internet ;
  - certaines permettent aussi l’utilisation de la partie laissée libre sur le live CD (ex. : Puppy Linux).
- Dans la plupart des cas, le débit de lecture CD, voire la décompression des données, rend la version live nettement plus lente que la version installée. L’utilisation de mémoire virtuelle à partir du disque dur (sous forme de partition swap ou de fichier temporaire) permet dans certains cas d’atténuer le problème. Il existe pourtant des cas (comme le live CD de la Slax, minidistro, Puppy Linux) qui peuvent permettre une rapidité d’exécution supérieure à celle d’un système installé sur un disque dur grâce à son empreinte mémoire réduite.